# 萨哈尔萨
萨哈尔萨（Saharsa），是印度比哈尔邦薩哈爾薩县的一个城镇。总人口124015（2001年）。

## 人口
该地2001年总人口124015人，其中男性67010人，女性57005人；0—6岁人口20837人，其中男10747人，女10090人；识字率58.18%，其中男性为66.41%，女性为48.50%。